# Stefan Wiktor Habsburg
Arcyksiążę Stefan Franciszek Wiktor Habsburg (ur. 14 września 1817 w Budzie; zm. 19 lutego 1867 w Mentonie, Francja) – najstarszy syn arcyksięcia Józefa i jego drugiej żony Herminy Anhalt-Bernburg-Schaumburg-Hoym (1797–1817). Należał do węgierskiej gałęzi dynastii habsbursko-lotaryńskiej.

## Życiorys
Stefan otrzymał staranne wykształcenie. Kształcił się u nauczycieli w Budzie i na rodzinnej posiadłości w Alscut. Mówił w pięciu językach (niemiecki, węgierski, francuski, włoski i łaciński). Był biegły w szermierce, tańcu, muzyce, jeździe konnej, a także naukach wojskowych. W wieku 22 lat przeniósł się do Wiednia i spędził trzy lata na dalszej edukacji, przede wszystkim edukacji politycznej, a następnie udał się w długą podróż po imperium wysłany przez cesarza. Po drodze miał okazję odwiedzić słynne muzea i miejscowości bogate w surowce mineralne, gdzie mógł zobaczyć i nabyć wiele okazów kamieni szlachetnych.

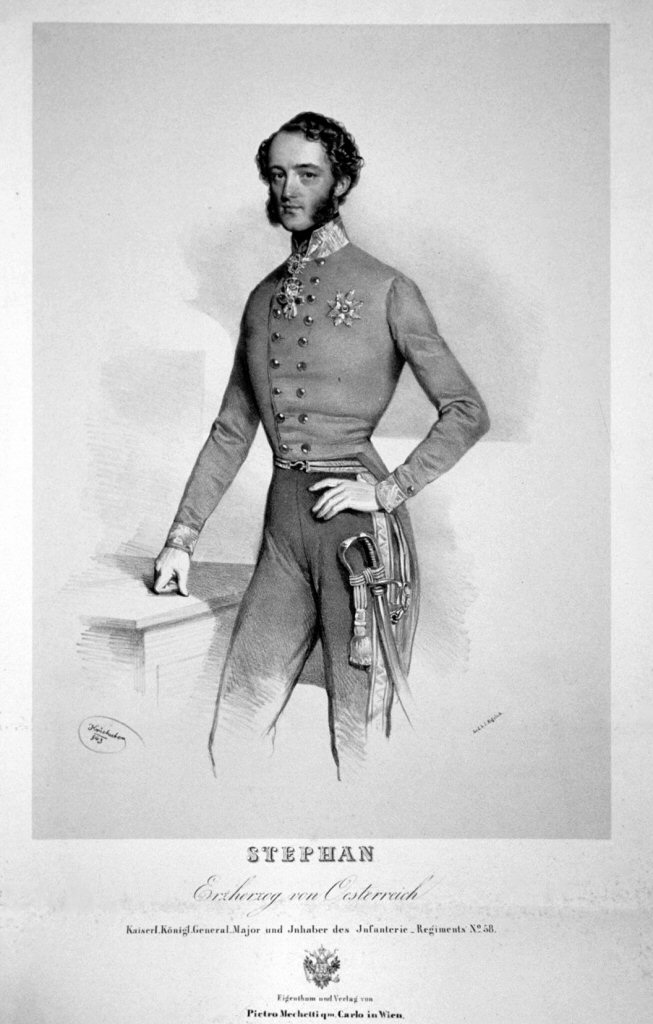
Arcyksiążę Stefan Wiktor

W 1843 roku został mianowany gubernatorem Czech przez cesarza Ferdynanda I. W latach 1830–1867 arcyksiążę był szefem 58 Pułku Piechoty. W 1847 roku po śmierci ojca przeniósł się na Węgry, gdzie został palatynem tego kraju. Pod wpływem wydarzeń rewolucyjnych 1848, rozdarty między miłością do rodziny a miłością do swej węgierskiej ojczyzny w dniu 24 września ustąpił ze stanowiska. 
Po 1848 roku nie odgrywał już żadnej roli politycznej. Zesłany na emeryturę sprzedał jedną ze swych posiadłości, aby zapewnić sobie godziwe utrzymanie. Pracował głównie nad prywatnymi przedsięwzięciami. Modernizował swój zamek, patronował budowie biblioteki, powiększał swoją kolekcję minerałów. Ostatecznie jego kolekcja liczyła około 20 tysięcy okazów wyceniana na kwotę 300 000 marek. Po 1858 roku za zgodą cesarza Franciszka Józefa I odwiedził Austrię. Miał natomiast zakaz wstępu na Węgry aż do swojej śmierci. Umarł na zapalenie płuc 19 lutego 1867 w Mentonie, choć są i głosy, że nie umarł śmiercią naturalną a popełnił samobójstwo.

## Odznaczenia
- 1830 – Order Złotego Runa
- 1843 – Krzyż Wielki Orderu Leopolda
- 1847 – Krzyż Wielki Orderu Św. Stefana
- Order Domowy i Zasługi Księcia Piotra Fryderyka Ludwika[potrzebny przypis]